# Mighty ReArranger
A Mighty ReArranger a brit Led Zeppelin legendás énekese, Robert Plant és zenekara, a Strange Sensation közös albuma. Az album nemzetközi kiadása 2005. április 25-én jelent meg, az Egyesült Királyságban május 9-én, az Egyesült Államokban pedig egy nappal később, május 10-én. Az lemez a világi és Western zenei hatások egy keveréke, vallásra és végzetre való misztikus, rézsútos és némileg cinikus utalásokkal. Az album tartalmaz néhány finom politikai nyilatkozatot is. A Freedom Fries című számban kritikát fogalmaz meg George W. Bush 2001. szeptember 11-e utáni politikájával szembe. Az első kislemez a Shine It All Around volt. Az album korlátozott számú kiadása, amit kizárólag a Best Buy kiskereskedésekben adtak el, tartalmaz egy 44 perces interjú lemezt is. A Conversation with Robert Plant (Beszélgetés Robert Planttel) lemezen Nigel Williamson beszélget a Zeppelin egykori énekesével.
Az albumot beválasztották 2005-ben az Amazon.com Top 100-as listájára, valamint két Grammy-díjra jelölték. Része a Nine Lives gyűjteménynek.

## Számok listája
1. Another Tribe
2. Shine It All Around
3. Freedom Fries
4. Tin Pan Valley
5. All the King's Horses
6. The Enchanter
7. Takamba
8. Dancing in Heaven
9. Somebody Knocking
10. Let the Four Winds Blow
11. Mighty ReArranger
12. Brother Ray
13. Shine It All Around (Girls Remix), egy rejtett dal

### Bónusz CD
A Mighty ReArrangert Franciaországban egy bónusz lemezzel árulták, amin 2005. június 9-én Párizsban készített élő felvételeket tartalmazta.
1. Shine It All Around
2. Black Dog
3. Freedom Fries
4. When the Levee Breaks
5. All the King's Horses
6. Takamba
7. Tin Pan Valley
8. Gallows Pole
9. The Enchanter
10. Whole Lotta Love

Az együttes felvette továbbá az Another Tribe, Morning Dew, Babe I’m Gonna Leave You, és Mighty ReArranger című dalokat is.

### Újrakevert verzió bónusz számokkal
- Red, White and Blue
- All the Money in the World
- Shine It All Around (Girls Remix)
- Tin Pan Valley (Girls Remix)
- The Enchanter (UNKLE Reconstruction)

Ebben a verzióban a Brother Ray önmagában szerepel a 12. helyen és a  Shine It All Around remix különálló dalként szerepel.

## Külső hivatkozások
- Robert Plant hivatalos honlapja